# Conde de March
Conde de March é um título que foi criado várias vezes no Pariato da Escócia e no Pariato da Inglaterra . O título deriva das " marchas " ou terras fronteiriças entre a Inglaterra e o País de Gales (Marcas Galesas) ou a Escócia (Marcas Escocesas), e era detido por várias grandes famílias feudais que possuíam terras nesses distritos.  Mais tarde, porém, o título passou a ser concedido como uma dignidade honorária e deixou de ter qualquer poder associado nas marchas.
O condado escocês existe por direito próprio e é mantido por James Charteris, 13.º Conde de Wemyss e 9.º Conde de March.
O condado inglês é hoje o principal título subsidiário não ducal do Duque de Richmond. O filho mais velho do atual duque, chamado Charles, como seu pai, desfruta desse título como cortesia.

## Condes de March no Pariato da Escócia
Os Condes de March na fronteira escocesa eram descendentes de Gospatric, Conde da Nortúmbria, mas logo depois, sendo privado desta posição, ele fugiu para a Escócia, onde Máel Coluim III, Rei da Escócia, o acolheu e lhe concedeu Dunbar e as terras adjacentes.  Seus sucessores controlaram as Marcas, mas Conde de March só foi assumido como um título alternativo ao de Conde de Dunbar por Patrick de Dunbar, 8.º Conde de March. O último de seus sucessores foi George de Dunbar, 11º Conde de March e Dunbar, cujas honras e terras foram perdidas para a Coroa. Ele se aposentou na Inglaterra e morreu na obscuridade.
Após sua perda, a próxima criação do Condado de March foi para Alexandre Stuart, Duque de Albany. Com a morte de seu sucessor João, o ducado e o condado foram extintos. A próxima criação foi para Robert Stuart, mas com sua morte, o condado foi novamente extinto.
A mais recente criação escocesa do Condado de March foi em 1697 para Lord William Douglas, segundo filho de William Douglas, 1.º Duque de Queensberry. Ele também foi criado Lorde Douglas de Neidpath, Lyne e Munard, e Visconde de Peebles, com o restante para os herdeiros masculinos de seu corpo, na falta do qual para seus outros herdeiros masculinos e de tailzie .  Ele foi sucedido por seu filho, também William, que se casou com Anne Douglas-Hamilton, 2.ª Condessa de Ruglen. Ambos foram sucedidos por seu filho, outro William, que se tornou 3.º Conde de March e 3.º Conde de Ruglen.
Em 1768, o terceiro Conde foi criado Barão Douglas de Amesbury, e em 1778 ele sucedeu seu primo em primeiro grau duas vezes removido, Charles Douglas, 3.º Duque de Queensberry, como quarto Duque de Queensberry. O duque morreu sem filhos em 1810, no entanto, e seus títulos foram herdados por vários indivíduos diferentes. O Condado de Ruglen e o baronato de Douglas de Amesbury foram extintos. O Ducado de Queensberry foi herdado por seu primo em segundo grau, uma vez removido, Henrique Scott, 3.º Duque de Buccleuch (ver o Duque de Buccleuch para a história posterior deste título). O Marquês e o Condado de Queensberry passaram para seu parente Sir Charles Douglas, 5.º Baronete (ver o Marquês de Queensberry para a história posterior destes títulos). O Condado de March e seus dois títulos subsidiários foram herdados por seu primo em segundo grau, uma vez removido Francis Wemyss-Charteris, mais tarde o oitavo Conde de Wemyss.

### Condes escoceses de March, primeira criação
Veja Conde de Dunbar, para o qual "Conde de March" é usado como um título alternativo.

### Condes escoceses de March, segunda criação (1455)
- Alexander Stewart, 1.º Duque de Albany (c. 1455–1485)
- John Stewart, 2.º Duque de Albany (1481–1536)

### Condes escoceses de March, terceira criação (1581)
Com título subsidiário Lorde (de) Dunbar (1581)
- Robert Stuart, 1.º conde de March (falecido em 1586)

### Condes escoceses de March, quarta criação (1697)
- William Douglas, 1.º Conde de March (1673–1705), segundo filho de William Douglas, 1.º Duque de Queensberry
- William Douglas, 2.º conde de March (falecido em 1731)
- William Douglas, 4.º Duque de Queensberry e 3.º Conde de March (1724–1810)
- Francis Douglas, 8.º conde de Wemyss e 4.º conde de March (1772–1853)

## Condes de March no Pariato da Inglaterra
Os Condes de March nas Marcas Galesas eram descendentes de Roger Mortimer,  já que não havia um único cargo nesta região desde o Conde de Mércia. Ele perdeu seu título, que estava no Pariato da Inglaterra, por traição em 1330, mas seu neto Roger conseguiu restaurá-lo dezoito anos depois. Com a morte do quinto conde, no entanto, não restaram mais Mortimers herdeiros do primeiro conde, e o título passou para o sobrinho do quinto conde, Richard Plantagenet, duque de York. O duque Ricardo passou o título para seu filho Eduardo, que mais tarde se tornaria o rei Eduardo IV, fazendo com que o condado de March fosse incorporado à Coroa.
No Pariato da Inglaterra, a próxima criação do condado ocorreu quando Eduardo Plantageneta, Duque da Cornualha, foi nomeado Conde de March em 1479. Em 1483, ele sucedeu como Rei Eduardo V, e o condado foi incorporado à coroa. Mais tarde naquele ano, porém, seu tio Ricardo de Gloucester ascendeu ao trono como Ricardo III. O destino do jovem Edward e seu irmão Richard nunca foi confirmado.
A próxima criação inglesa foi em favor de Esme Stewart, o terceiro duque de Lennox. Seus sucessores mantiveram o condado até a morte do sexto duque, quando tanto o condado quanto o ducado foram extintos. A última criação inglesa foi em favor de Charles Lennox, 1.º Duque de Richmond e Lennox. Seus sucessores assumiram o título inglês de March desde então.

### Condes ingleses de March, primeira criação (1328)
- Roger Mortimer, 1.º conde de March (1287–1330) (perdido em 1330)
- Roger Mortimer, 2.º conde de March (1328–1360) (restaurado em 1348 (baronia), 1354 (condado))
- Edmund Mortimer, 3.º conde de March (1351–1381)
- Roger Mortimer, 4.º conde de March (1374–1398)
- Edmund Mortimer, 5.º conde de March (1391–1425)
- Ricardo Plantageneta, 3.º Duque de York, 6.º Conde de March (1411–1460)
- Eduardo Plantageneta, 4º Duque de York, 7.º Conde de March (1442–1483) (tornou-se rei em 1461)

### Condes ingleses de March, segunda criação (1479)
- Eduardo, Duque da Cornualha (1470–1483?) (proclamado Rei em 1483)

### Condes ingleses de March, terceira criação (1619)
- Esmé Stewart, 3.º Duque de Lennox (1579–1624)
- James Stewart, 1.º Duque de Richmond (1612–1655)
- Esmé Stewart, 2.º Duque de Richmond (1649–1660)
- Charles Stewart, 3.º Duque de Richmond (1639–1672)

### Condes ingleses de March, quarta criação (1675)
- O título agora é detido pelo Duque de Richmond e é usado como um título de cortesia por seu herdeiro aparente, atualmente Charles Henry Gordon-Lennox (nascido em 1994), Conde de March e Kinrara.